# Dorian Mortelette

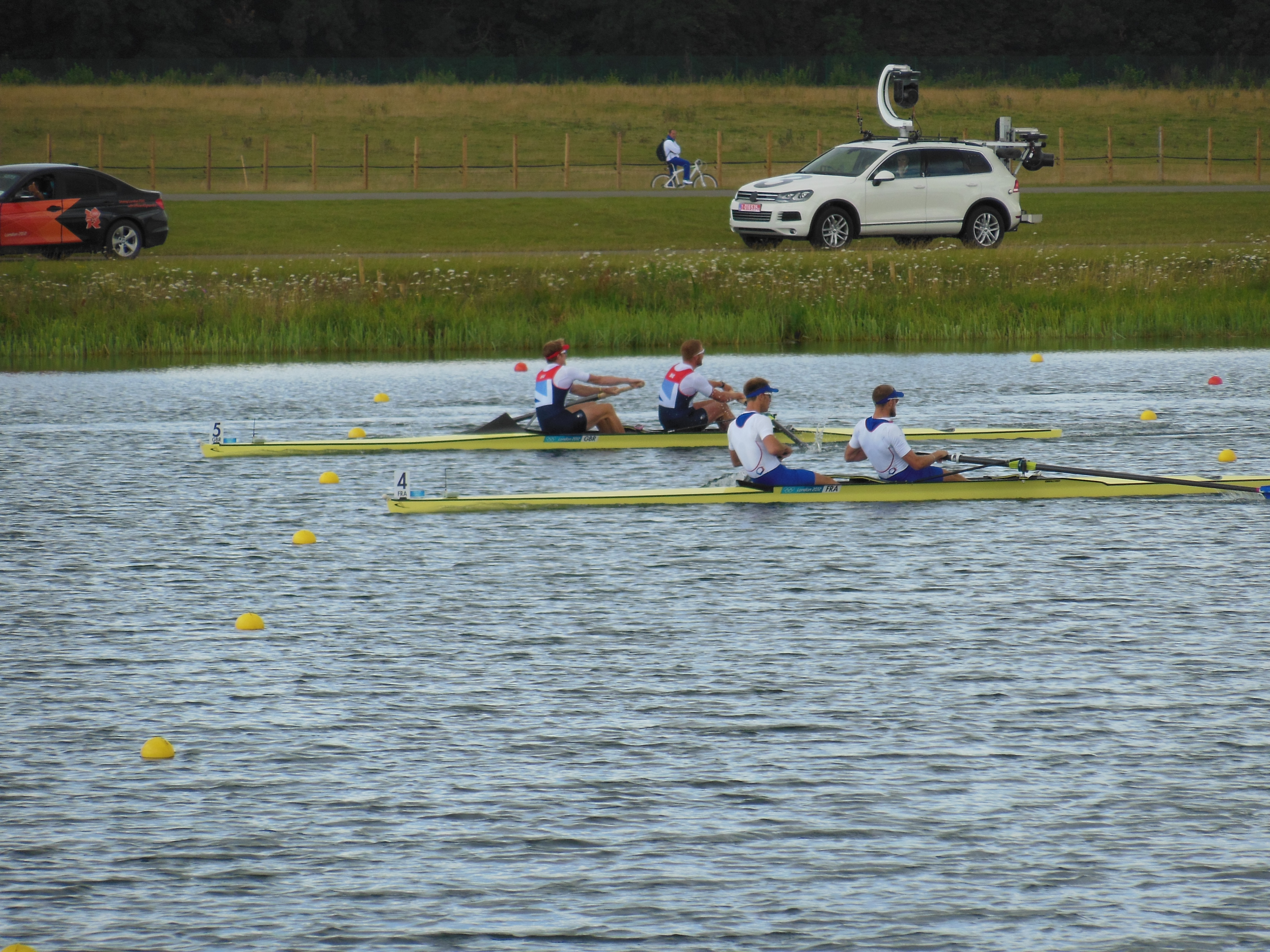
Ruderfinale bei den Olympischen Spielen 2012, der französische Zweier ist das rechte Boot: Chardin sitzt hinter Mortelette.

Dorian Denis Mortelette (* 24. November 1983 in Martigues) ist ein französischer Ruderer.
Mortelette war 2000 Juniorenvizeweltmeister im Doppelvierer, 2001 gewann der französische Doppelvierer den Titel. 2006 erreichte Mortelette mit dem Vierer ohne Steuermann den sechsten Platz bei den Weltmeisterschaften in Eton, eine Platzierung die der französische Vierer 2007 in München wiederholte. Bei den Olympischen Spielen 2008 in Peking erkämpften Julien Desprès, Germain Chardin, Benjamin Rondeau und Dorian Mortelette die Bronzemedaille hinter Briten und Australiern. Bei den Europameisterschaften 2008 gewann Mortelette den Titel mit dem Achter.
2009 ruderten Chardin und Mortelette im Zweier ohne Steuermann; die beiden belegten den vierten Platz bei den Weltmeisterschaften. Bei den Europameisterschaften traten die beiden mit dem französischen Achter an und erhielten die Bronzemedaille. Im September 2010 belegten Jean-Baptiste Macquet, Julian Desprès, Germain Chardin und Dorian Mortelette bei den Europameisterschaften in Montemor den fünften Platz im Vierer ohne Steuermann. Anfang November siegten die Franzosen in gleicher Besetzung bei den Weltmeisterschaften auf dem Lake Karapiro in Neuseeland. Die gleichen vier Ruderer belegten bei den Weltmeisterschaften 2011 den dreizehnten Platz. 
In der Olympiasaison 2012 traten Chardin und Mortelette wieder im Zweier ohne Steuermann an. Sie gewannen die letzte Olympiaqualifikation in Luzern und belegten bei der Olympiaregatta den zweiten Platz hinter den Neuseeländern Hamish Bond und Eric Murray. Bei den Europameisterschaften 2013 fuhren Chardin und Mortelette mit dem französischen Achter auf den vierten Platz. Im Zweier ohne Steuermann siegten bei den Weltmeisterschaften 2013 Bond und Murray vor Chardin und Mortelette. 2014 ruderten die beiden Franzosen nur im Achter, mit dem sie jeweils den fünften Platz bei den Europameisterschaften und den Weltmeisterschaften belegten. 2015 traten Chardin und Mortelette bei den Europameisterschaften im Zweier an und gewannen Silber hinter den Briten James Foad und Matt Langridge. Bei den Olympischen Spielen 2016 belegten die beiden Franzosen den fünften Platz.
Der 1,94 m große Mortelette rudert für den Ruderclub CSMA in Martigues. Dorians älterer Bruder Donatien war 2004 Olympiasechster im Achter.